# Finale de la Coupe d'Europe des vainqueurs de coupe 1961-1962
La finale de la Coupe d'Europe des vainqueurs de coupe 1961-1962 est la 2e finale de la Coupe d'Europe des vainqueurs de coupe, organisée par l'UEFA, ainsi que la première à se jouer sur un seul match, bien qu'un match d'appui départage les deux finalistes en cas de match nul. Ce match de football a lieu le 10 mai 1962 à l'Hampden Park de Glasgow, en Écosse pour le match aller, et le 5 septembre 1962 au Neckarstadion de Stuttgart, en Allemagne de l'Ouest, pour le match d'appui.
Elle oppose l'équipe espagnole de l'Atlético Madrid aux Italiens de la Fiorentina. Le match se termine par une victoire des Madrilènes sur le score final de 4 buts à 1, suite un match nul 1-1 à l'aller et une victoire 3-0 lors du match d'appui. Cette victoire constitue leur premier sacre dans la compétition et leur premier titre européen.

## Parcours des finalistes
Note : dans les résultats ci-dessous, le score du finaliste est toujours donné en premier (D : domicile ; E : extérieur).
| Atlético Madrid | Atlético Madrid | Atlético Madrid | Atlético Madrid |                     | AC Fiorentina | AC Fiorentina | AC Fiorentina | AC Fiorentina |
| --------------- | --------------- | --------------- | --------------- | ------------------- | ------------- | ------------- | ------------- | ------------- |
| Adversaire      | Total           | Aller           | Retour          | Tour                | Adversaire    | Total         | Aller         | Retour        |
| UA Sedan-Torcy  | 7 - 3           | 3 - 2 (E)       | 4 - 1 (D)       | Tour préliminaire   | -             | -             | -             | -             |
| Leicester City  | 3 - 1           | 1 - 1 (E)       | 2 - 0 (D)       | Huitièmes de finale | Rapid Vienne  | 9 - 3         | 3 - 1 (D)     | 6 - 2 (E)     |
| Werder Brême    | 4 - 2           | 1 - 1 (E)       | 3 - 1 (D)       | Quarts de finale    | MŠK Žilina    | 4 - 3         | 2 - 3 (E)     | 2 - 0 (D)     |
| SC Motor Jena   | 5 - 0           | 1 - 0 (E)       | 4 - 0 (D)       | Demi-finales        | Újpest FC     | 3 - 0         | 2 - 0 (D)     | 1 - 0 (E)     |

## Matchs

### Finale
| ·               |                           |  |
| Titulaires :    |                           |  |
|                 |                           |  |
| 1               | Edgardo Madinabeytia (en) |  |
|                 | Feliciano Rivilla         |  |
|                 | Isacio Calleja            |  |
|                 | Ramiro (en)               |  |
|                 | Chuzo (en)                |  |
|                 | Jesús Glaría              |  |
|                 | Miguel Jones (en)         |  |
|                 | Adelardo Rodríguez        |  |
|                 | Mendonça                  |  |
|                 | Joaquín Peiró             |  |
|                 | Enrique Collar            |  |
|                 |                           |  |
| Entraîneur :    |                           |  |
| José Villalonga |                           |  |

| ·                    |                         |  |
| Titulaires :         |                         |  |
|                      |                         |  |
| 1                    | Giuliano Sarti          |  |
| 2                    | Amilcare Ferretti (it)  |  |
| 3                    | Sergio Castelletti (en) |  |
| 4                    | Piero Gonfiantini (it)  |  |
| 5                    | Alberto Orzan           |  |
| 6                    | Claudio Rimbaldo (it)   |  |
| 7                    | Kurt Hamrin             |  |
| 8                    | Can Bartu               |  |
| 9                    | Lucio Dell'Angelo (en)  |  |
| 10                   | Aurelio Milani          |  |
| 11                   | Gianfranco Petris (en)  |  |
|                      |                         |  |
| Entraîneur :         |                         |  |
| Ferruccio Valcareggi |                         |  |

| ·               |                           |  |
| Titulaires :    |                           |  |
|                 |                           |  |
| 1               | Edgardo Madinabeytia (en) |  |
|                 | Feliciano Rivilla         |  |
|                 | Isacio Calleja            |  |
|                 | Ramiro (en)               |  |
|                 | Chuzo (en)                |  |
|                 | Jesús Glaría              |  |
|                 | Miguel Jones (en)         |  |
|                 | Adelardo Rodríguez        |  |
|                 | Mendonça                  |  |
|                 | Joaquín Peiró             |  |
|                 | Enrique Collar            |  |
|                 |                           |  |
| Entraîneur :    |                           |  |
| José Villalonga |                           |  |

| ·                    |                         |  |
| Titulaires :         |                         |  |
|                      |                         |  |
| 1                    | Giuliano Sarti          |  |
| 2                    | Amilcare Ferretti (it)  |  |
| 3                    | Sergio Castelletti (en) |  |
| 4                    | Piero Gonfiantini (it)  |  |
| 5                    | Alberto Orzan           |  |
| 6                    | Claudio Rimbaldo (it)   |  |
| 7                    | Kurt Hamrin             |  |
| 8                    | Can Bartu               |  |
| 9                    | Lucio Dell'Angelo (en)  |  |
| 10                   | Aurelio Milani          |  |
| 11                   | Gianfranco Petris (en)  |  |
|                      |                         |  |
| Entraîneur :         |                         |  |
| Ferruccio Valcareggi |                         |  |

### Match d'appui
| ·               |                           |  |
| Titulaires :    |                           |  |
|                 |                           |  |
| 1               | Edgardo Madinabeytia (en) |  |
|                 | Feliciano Rivilla         |  |
|                 | Isacio Calleja            |  |
|                 | Ramiro (en)               |  |
|                 | Jorge Griffa (en)         |  |
|                 | Jesús Glaría              |  |
|                 | Miguel Jones (en)         |  |
|                 | Adelardo Rodríguez        |  |
|                 | Mendonça                  |  |
|                 | Joaquín Peiró             |  |
|                 | Enrique Collar            |  |
|                 |                           |  |
| Entraîneur :    |                           |  |
| José Villalonga |                           |  |

| ·                    |                         |  |
| Titulaires :         |                         |  |
|                      |                         |  |
| 1                    | Enrico Albertosi        |  |
| 2                    | Vincenzo Robotti        |  |
| 3                    | Sergio Castelletti (en) |  |
| 4                    | Saul Malatrasi          |  |
| 5                    | Alberto Orzan           |  |
| 6                    | Rino Marchesi           |  |
| 7                    | Kurt Hamrin             |  |
| 8                    | Amilcare Ferretti (it)  |  |
| 9                    | Lucio Dell'Angelo (en)  |  |
| 10                   | Gianfranco Petris (en)  |  |
| 11                   | Aurelio Milani          |  |
|                      |                         |  |
| Entraîneur :         |                         |  |
| Ferruccio Valcareggi |                         |  |

| ·               |                           |  |
| Titulaires :    |                           |  |
|                 |                           |  |
| 1               | Edgardo Madinabeytia (en) |  |
|                 | Feliciano Rivilla         |  |
|                 | Isacio Calleja            |  |
|                 | Ramiro (en)               |  |
|                 | Jorge Griffa (en)         |  |
|                 | Jesús Glaría              |  |
|                 | Miguel Jones (en)         |  |
|                 | Adelardo Rodríguez        |  |
|                 | Mendonça                  |  |
|                 | Joaquín Peiró             |  |
|                 | Enrique Collar            |  |
|                 |                           |  |
| Entraîneur :    |                           |  |
| José Villalonga |                           |  |

| ·                    |                         |  |
| Titulaires :         |                         |  |
|                      |                         |  |
| 1                    | Enrico Albertosi        |  |
| 2                    | Vincenzo Robotti        |  |
| 3                    | Sergio Castelletti (en) |  |
| 4                    | Saul Malatrasi          |  |
| 5                    | Alberto Orzan           |  |
| 6                    | Rino Marchesi           |  |
| 7                    | Kurt Hamrin             |  |
| 8                    | Amilcare Ferretti (it)  |  |
| 9                    | Lucio Dell'Angelo (en)  |  |
| 10                   | Gianfranco Petris (en)  |  |
| 11                   | Aurelio Milani          |  |
|                      |                         |  |
| Entraîneur :         |                         |  |
| Ferruccio Valcareggi |                         |  |